# Nakkefoldsscanning
Nakkefoldsscanning er en ultralydsundersøgelse, hvor man måler størrelsen på fosterets nakkefold. Scanningen er non-invasiv og regnes for helt ufarlig.
Formålet med en nakkefoldsscanning er at vurdere risikoen for Downs syndrom. Samtidig undersøges risikoen for de to mere sjældne syndromer Pataus syndrom og Edwards syndrom. Nakkefoldsscanningens resultat sammenholdes med resultatet af en doubletest og med risikoen vurderet ud fra moderens alder.